# Saad EC

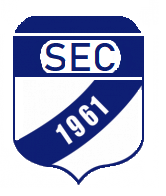
Das traditionelle Vereinsemblem

Der Saad Esporte Clube war ein brasilianischer Fußballverein ursprünglich aus São Caetano do Sul, dann in Águas de Lindóia im Bundesstaat São Paulo und zuletzt in Campo Grande im Staat Mato Grosso do Sul beheimatet.

## Geschichte
Der Verein wurde am 28. April 1961 von dem Geschäftsmann Felício José Saad (85; † 22. Oktober 2005 in São Paulo) gegründet, ein Sohn libanesischer Einwanderer. Mit seinem Projekt verfolgte er die Absicht Profifußball in São Caetano do Sul neu zu etablieren, nachdem der alte Traditionsverein São Caetano EC seine Aktivitäten eingestellt hatte. Die Vereinsfarben waren blau-weiß und die Heimspielstätte war das Estádio Anacleto Campanella. Die Herrenmannschaft erlebte in den 1970er Jahren ihre erfolgreichste Phase, als sie für zwei Spielzeiten in der höchsten Liga der Staatsmeisterschaft von São Paulo rangierte. Ehemalige Nationalspieler wie Dorval Rodrigues und Coutinho standen in seinen Reihen. Ein 3:1-Sieg über den FC Santos des Weltfußballers Pelé am 24. August 1974 im Estádio Vila Belmiro zählt dabei zu den denkwürdigsten Erfolgen. 1989 wehrte Felício Saad die feindliche Übernahme seines Vereins durch den damaligen Bürgermeister von São Caetano do Sul ab, der dazu eine Namensänderung beabsichtigte, um einen Verein, der den Namen der Stadt führt, im Profifußball zu platzieren. Resultat dieses Streits war die Gründung der AD São Caetano, die fortan die Unterstützung der öffentlichen Hand und Wirtschaft genoss. Der neue Verein übernahm nicht nur die Vereinsfarben von Saad, er verdrängte diesen auch aus dem kommunalen Estádio Anacleto Campanella, worauf sich Saad zu einem Umzug nach Águas de Lindóia entschloss. Nun auch finanziell benachteiligt, musste der Club aus Kostengründen seine Herrenmannschaft aufgeben.
Von da an verlegten sich Saads Aktivitäten gänzlich auf die Förderung seiner Frauensektion, die bereits 1985 eröffnet wurde. Probleme mit dem Paulista-Landesverband FPF bei der Registrierung von Spielerinnen führten 1994 zur Eröffnung einer Vereinsfiliale in Campo Grande im Bundesstaat Mato Grosso do Sul unter dessen Landesverband Saad seine Frauenmannschaft (MS/Saad) auflaufen lassen konnte. Trainiert wurde dieses Team von Ademar Fonseca (1963–2017), der parallel dazu 1995 auch die Nationalauswahl der Frauen leitete. Als 1997 in São Paulo der Wettbewerb um die Staatsmeisterschaft der Frauen eröffnet wurde, stieg Saad auch hier mit einem zweiten Team ein. Um die Zeit der Jahrtausendwende war Saad einer der führenden Clubs im brasilianischen Frauenfußball, in dessen Reihen mehrere Nationalspielerinnen wie Kátia Cilene, Sissi, Formiga, Tânia Maranhão, Emily Lima, Grazielle und Marlisa Wahlbrink standen. 2007 gewann die MS-Filiale die erste Austragung des brasilianischen Pokalwettbewerbs. Im selben Jahr wurde der Vereinssitz endgültig nach Campo Grande verlegt.
Der Erfolg der Frauen ermöglichte noch einmal eine Wiederbelebung einer Herrenmannschaft, die nun in der Staatsmeisterschaft von Mato Grosso do Sul in fünf Spielzeiten von 2009 bis 2013 antreten konnte, drei davon in der ersten Liga. Doch hatte der Verein in dieser Zeit sowohl sportlich als auch wirtschaftlich den Anschluss an den Spitzenfußball bei den Frauen wie auch Männern verloren. Ausbleibende Sponsoren nötigten die Nachfolger Felício Saads in der Clubführung 2013 zur Einstellung aller Vereinsaktivitäten.

## Erfolge
Frauen:
- Brasilianischer Pokal: 2007
- Taça Brasil: 1996